# (7070) 1994 YO2
A (7070) 1994 YO2 a Naprendszer kisbolygóövében található aszteroida. Ueda Szeidzsi és Kaneda Hirosi fedezte fel 1994. december 25-én.